# معاویة بن ابی‌سفیان
معاویه یکم (به عربی: معاویة بن أبی سفیان) (حدود ۵۹۷، ۶۰۳ یا ۶۰۵ – آوریل ۶۸۰) بنیان‌گذار و نخستین خلیفه اموی بود که از سال ۶۶۱ میلادی تا زمان مرگش زمام‌داری کرد. او کمتر از سی سال پس از درگذشت محمد، پیامبر اسلام، و بلافاصله پس از خلفای چهارگانه راشدین خلیفه شد. معاویه برخلاف پیشینیان خود که از صحابه نزدیک محمد بودند، از پیروان نسبی و معمولی پیامبر اسلام محسوب می‌شد.
معاویه و پدرش ابوسفیان تا پیش از فتح مکه توسط محمد، از مخالفان او بودند. معاویه پس از آن یکی از کاتبان قرآن شد. وی از سوی خلیفه ابوبکر به عنوان جانشین فرمانده در فتح شام منصوب گردید. او در خلافت عمر بن خطاب ارتقاء و در خلافت عثمان (که از خویشاوندان او بود) والی شام شد. معاویه با قبیلهٔ قدرتمند بنی کلب متحد شد و دفاع از شهرهای ساحلی شام علیه بیزانس را سازماندهی و تلاش‌های جنگی علیه امپراتوری بیزانس، از جمله اولین لشکرکشی‌های دریایی مسلمانان را فرماندهی کرد. در واکنش به قتل عثمان در سال ۶۵۶ میلادی، معاویه دست به انتقام‌گیری زد و با علی مخالفت کرد. در طول نخستین جنگ داخلی مسلمانان، علی و معاویه در نبرد صفین در سال ۶۵۷ درگیر شدند و نهایتاً مذاکراتشان نافرجام ماند. پس از آن، معاویه توسط حامیان شامی خود و هم‌پیمانش عمرو عاص که مصر را از والی علی در سال ۶۵۸ میلادی گرفته بود، خلیفه اعلام شد. پس از کشته‌شدن علی در سال ۶۶۱ میلادی، معاویه پسر و جانشین او حسن را مجبور به کناره‌گیری کرد و حق حاکمیت معاویه در سراسر خلافت به رسمیت شناخته شد.
در داخل خلافت اموی، معاویه بر قبایل وفادار عرب شام و نظام اداری تحت سلطهٔ مسیحیان سریانی تکیه داشت. تأسیس بخش‌های حکومتی برای مدیریت مسیرهای پستی، مکاتبات و امور دفتری به معاویه نسبت داده شده است. او نخستین خلیفه‌ای بود که نامش بر روی سکه‌ها، کتیبه‌ها یا اسناد امپراتوری نوپای اسلامی آمده بود. در خارج، او تقریباً سالانه نیروهای خود را در حملات زمینی و دریایی علیه بیزانسی‌ها، از جمله محاصره ناموفق قسطنطنیه، درگیر کرد. او در عراق و استان‌های شرقی، اختیارات را به والیان مقتدر مغیرة بن شعبه و زیاد بن ابیه تفویض کرد و به‌طور بحث‌انگیزی زیاد را برادر خود خواند. به دستور معاویه، فتح افریقیه (مرکز شمال آفریقا) توسط عقبة بن نافع در سال ۶۷۰ میلادی آغاز شد، در حالی که فتوحات در خراسان و سجستان در مرز شرقی از سر گرفته شد.
معاویه با وجود محدود کردن نفوذ قبیله اموی به مدینه، پسرش یزید یکم را به‌عنوان جانشین خود معرفی کرد. این اقدام در سیاست اسلامی بی‌سابقه بود و پس از مرگ معاویه، با مخالفت رهبران برجسته‌ای مانند حسین، و عبدالله بن زبیر روبه‌رو شد. این مخالفت‌ها با آغاز دومین جنگ داخلی دوم مسلمانان به اوج رسید. اگرچه برخی منابع معاصر از معاویه ستایش کرده‌اند، او به دلیل فقدان عدالت و تقوای خلفای راشدین و تبدیل خلافت به پادشاهی مورد انتقاد قرار گرفته است. با این حال، مسلمانان اهل سنت او را به‌عنوان صحابی محمد و کاتب وحی قرآنی گرامی می‌دارند. در مقابل، معاویه در بین مسلمانان شیعه به دلیل مخالفت با علی، اتهام مسموم کردن حسن بن علی و پذیرش ظاهری اسلام بدون اعتقاد واقعی، به شدت مورد انتقاد و نفرت است. به عقیدهٔ وولکر پاپ، اسلام‌شناس، روایت منابع اسلامی از خلافت معاویه، فرزندش یزید و نوه‌اش معاویه بن یزید مبنای تاریخی ندارد، بلکه با تکیه بر مضمون «پدر ناعادل–پسر ظالم–نوهٔ ضعیف» که توصیف کتاب مقدس از سلطنت داوود (پدر)، سلیمان (پسر) و رحبعام (نوه) است، ساخته شده تا دخالت خدا در امور را نشان دهد.

## پیش از اسلام
معاویه در بیست و پنجم محرم سال سی و هفتم عام الفیل برابر با ۶۰۰ میلادی -سه سال قبل از بعثت پیامبر اسلام و پانزده سال پیش از هجرت- در مکه متولّد شد. پدرش ابی سفیان از سرشناسان قریش بود. مادرش هند دختر عتبه از زنان اهل پرچم بود. نسب معاویه به حرب بن امیه می‌رسید. معاویه همراه پدرش ابوسفیان در بدر، خندق و چند جنگ دیگر بر ضد پیامبر اسلام جنگید. عتبة بن ربیعه رهبر گروهی از قریش در جنگ‌های فجّار بود.

## پس از اسلام تا درگذشت محمد

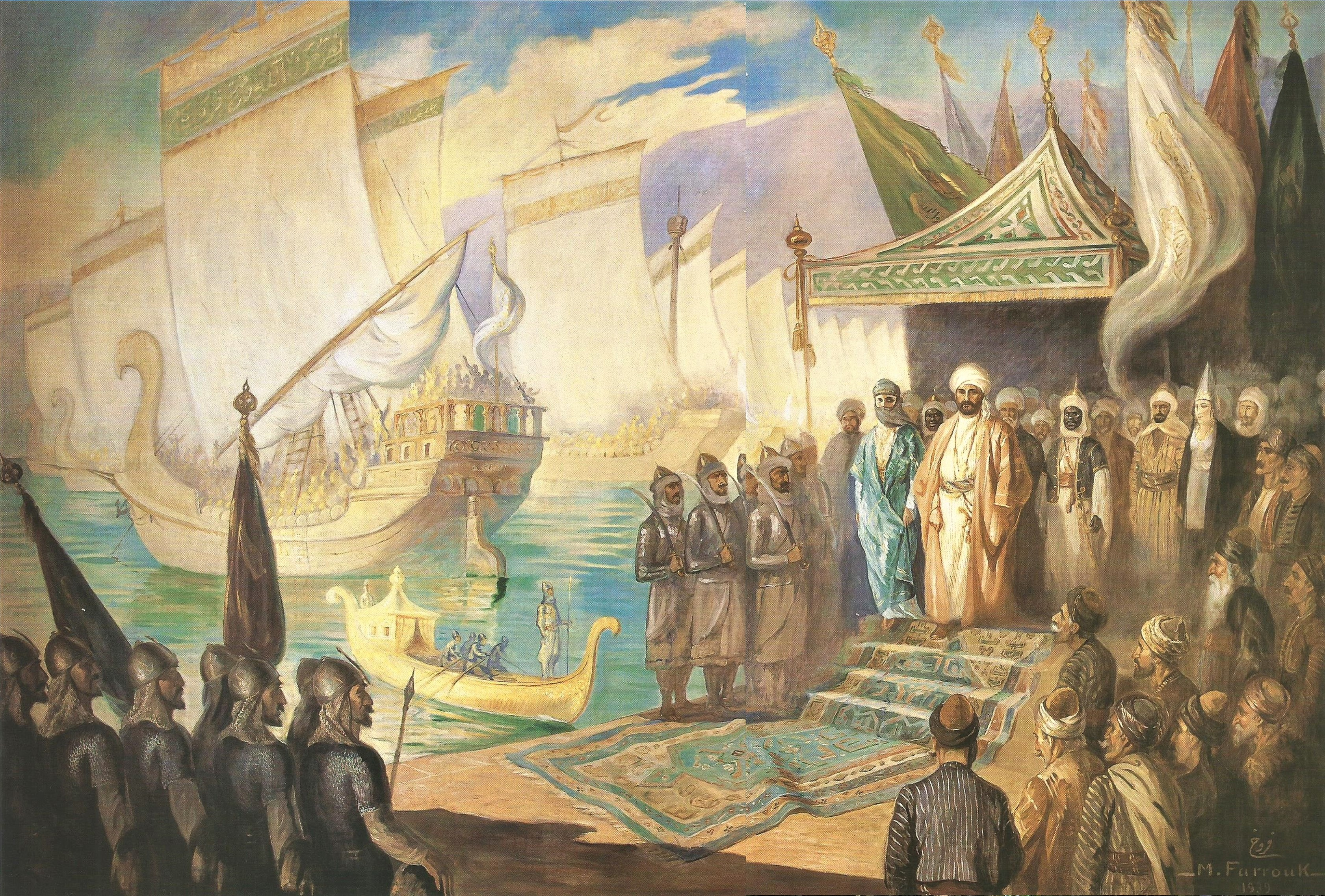
یک اثر نقاشی که معاویه را به تصویر کشیده است.

معاویه پس از فتح مکه، در بیست و سه سالگی، به همراه پدرش ابوسفیان و برادرش یزید بن ابی سفیان، دین اسلام را پذیرفت. گروهی گفته‌اند معاویه به مقام کتابت وحی رسید، ولی معاویه در مکه ساکن بود و محمد بعد از فتح مکه به مدینه بازگشت و تا آخر عمر در مدینه زندگی کرد.

## ادعای شیعیان در مورد نفرین محمد در حق معاویه
ابن‌عباس می‌گوید: در یکی از روزها من با کودکان بازی می‌کردم که پیامبر اسلام آمد و به من گفت: برو و به معاویه بگو تا نزد من بیاید (و نامه ای بنگارد). من نیز به در خانه او رفتم و او را به سوی پیامبر خواندم. اما او پیغام داد که مشغول غذا خوردن است.
من هم به خدمت پیامبر رسیدم و جریان را گفتم. محمد گفت: دوباره برو و او را بیاور. بار دوم هم که به در خانه او رفتم، پیغام داد که مشغول غذا خوردن است. خدمت پیامبر رسیدم و همان جریان برای بار سوم اتفاق افتاد. هنگامی که برای مرتبه سوم خدمت پیامبر اسلام رسیدم و جریان را تعریف کردم، محمد گفت:
لا أَشْبَعَ اللَّهُ بَطْنَهُ؛ خدا شکمش را سیر نسازد.
ابن ابی الحدید دربارهٔ معاویه می‌گوید: او به پرخوری و شیفتگی خوراک مشهور بود. شکم او چندان بزرگ بود که وقتی می‌نشست روی رانهایش می‌افتاد. معاویه در عین حال که در مورد صله دادن و اعطای اموال، بخشنده بود، اما در مورد خوراک بخل می‌ورزید. معاویه هنگامی که بر سر سفره می‌نشست، به کم قانع نبود و فراوان می‌خورد، اما با این حال سیر نمی‌شد. هنگامی که دستور می‌داد سفره را جمع کنند، می‌گفت: به خدا سوگند سیر نشدم، ولی خسته و ملول گشتم.

## در زمان خلفای راشدین
پس از وفات پیامبر اسلام در سال ششصد و سی و دو میلادی، معاویه به پیروی پدرش از بیعت با ابوبکر سرباز زد. بهانه معاویه و ابوسفیان این بود که ابوبکر از قبیلهٔ بنی تمیم است و خلافت باید از آن بنی هاشم یا بنی امیه باشد. سرانجام با اصرار هشام بن عمرو، ابوسفیان و پسرش راضی به بیعت با ابوبکر شدند. ابوبکر، یزید بن ابی سفیان و معاویه را به شام گسیل کرد. یزید، در آنجا موفقیت به دست آورد و دمشق فتح شد، یزید نیز به حکمرانی و ولایت دمشق برگزیده شد. عمر بن خطّاب، یزید را در حکمرانی دمشق ابقا کرد و فلسطین و نواحی اطراف آن را بر قلمرو وی افزود. در سال ۱۸ هجری قمری، یزید درگذشت و برادرش معاویه جای او را گرفت. با مرگ عمر بن خطاب، عثمان بن عفان نیز معاویه را در جای خود ابقا کرد. بدین ترتیب معاویه در زمان خلافت سه خلیفهٔ نخست، به تدریج در شام، قدرت و محبوبیت کسب کرد. در جریان محاصره عثمان با اینکه از طرف عثمان از معاویه خواسته شده بود به کمکش بیاید و فرصت چنین کاری هم برای معاویه وجود داشت در عین حال تعلل ورزید.
وی مسیحیان را در دین خود آزاد گذاشته بود و حتی از ایشان در اداره امور استفاده می‌نمود. یکی از معروف‌ترین آنها سرجون بود که به‌عنوان مشاور و نویسنده دیوان خراج معاویه در دربار نقش ایفا می‌کرد.

## در زمان خلافت علی
معاویه گروهی نادان را به دنبال خود می‌کشاند و حقیقت را از آنان می‌پوشاند. کورکورانه پی او می‌تازند تا خود را به کامِ مرگ دراندازند…

علی بن ابی‌طالب؛ نهج البلاغه، خطبه‌ها، ۵۱
پس از مرگ عثمان، علی بن ابی طالب به خلافت رسید. علی پیشنهاد اطرافیانش را برای ابقای معاویه نپذیرفت و او را از زعامت و حکومت در شام عزل کرد. معاویه به بهانهٔ کشته شدن عثمان و انتقام خون او، وارد جنگ با علی شد. مردم شام با او بیعت کردند و علیه علی همداستان شدند. سرانجام جنگ صفین درگرفت. در این جنگ شکست نخست به معاویه افتاد. اما به صوابدید عمرو بن عاص قرآن بر نیزه کردند و حکمیت مطرح گشت. نتیجهٔ حکمیت خلع علی و تحکیم حکومت معاویه در شام بود.

## تشکیل حکومت اموی
معاویه از زمان خلافت علی بن ابی‌طالب به خلافت چشم دوخته بود و بعد از مرگ علی، موقعیت را مناسب دید مردم در عراق، با حسن بن علی بیعت کردند؛ ولی شامیان معاویه را خلیفه دانستند.
معاویه به عراق لشکر کشید و حسن مجتبی با دوازده هزار نفر به مقابله برخاست و قیس بن عباده، فرماندهٔ لشکر بود و عبیدالله بن عباس هم از فرماندهان سپاه. پس از مدتی حسن دریافت که با چنین لشکری دیگر نیاز به دشمن نیست؛ و ادامه دادن این جنگ، مسلمانان را به مسلخ بردن است. سپاهی که با شایعه متفرق شوند و فرماندهان به چند کیسهٔ زر خود را بفروشند، برای شکست خوردن نیاز به دشمن ندارد. نقل است که وقتی سپاه کوفه به مدائن رسید، شایعه شد که قیس بن عباده کشته شد. بلوایی در لشکر بپا شد ومردم به خیمهٔ حسن ریختند و اموال او را غارت کردند و حتی گلیم زیر پای او را کشیدند و پای او را مجروح کردند.
برای حسن مسجّل شد که جنگ با معاویه، جز شکست، و ریختن خون مسلمانان نتیجه‌ای در برنخواهد داشت؛ و معاویه نیز دراین هنگام بافرستادن نامه‌ای سفید ازپیش امضا شده برای قبول شروط حسن برای صلح با او اقدام کرد؛ بنابراین حسن صلح با معاویه را با چندین شرط پذیرفت.
معاویه وارد کوفه شد. معاویه سال ۴۱ هجری را «عام الجماعة» نامید؛ زیرا امت به استثنای خوارج با یک خلیفه بیعت کردند.
این نخستین سنگ بنای سلسلهٔ پادشاهی امویان در تاریخ بود. سلسله‌ای که ۹۱ سالِ هجری و ۸۹ سالِ میلادی در تمام ممالک اسلامی ادامه یافت و از آن پس، بیش از ۷ قرن در اندلس جریان داشت.

## خلافت
کشته شدن علی بن ابی‌طالب به دست ابن ملجم مرادی، خلافت معاویه را تحکیم کرد. خلافت حسن بن علی که کوفیان با او بیعت کردند، سرنگرفت و معاویه حسن را به آسانی کنار زد. حسن بن علی عهدنامهٔ صلح با معاویه بست و خلافت او را با شرایطی پذیرفت. معاویه هنگامی که اوضاع برای او مستقر شد در میان مردم کوفه خطبه‌ای ایراد کرد و گفت: «ای مردم کوفه من برای نماز و زکات و حج، با شما نجنگیدم، که می‌دانم خودتان نماز می‌خوانید و زکات می‌دهید و به حج می‌روید ولی با شما جنگیدم تا بر شما حکومت کنم تا آنجا که گفت: و هر شرطی که بستم و هر چیزی را که به حسن بن علی قول داده‌ام زیرا این دو پایم می‌باشد که به آن وفا نخواهم کرد» 
در دوران خلافت معاویه، دهاة عرب چون عمروعاص، مغیره بن شعبه، و زیاد بن ابیه نفوذ بسیاری یافتند. معاویه حکومت عراق را به مغیرة، مصر را به عمروعاص، و بصره و کوفه را به زیاد داد. حجاز هم به مروان حکم داده شد.

## انتصاب حکام از طرف معاویه
معاویه پس از به‌دست گرفتن خلافت از مشهورترین سیاستمداران و سرداران عرب برای تثبیت خلافت استفاده کرد او همچنین قبایل قدرتمند یمنی را پشتیبان خود قرار داد. البته او سعی می‌کرد مناصب مهم حکومتی را در انحصار قریش و به خصوص بنی‌امیه نگه دارد.
معاویه مردانی همچون عمرو بن عاص، زیاد بن ابیه، مغیرة بن شعبه، بُسر بن ابی ارطاة، مروان بن حکم و ثابت بن ارطات را با تطمیع، دور خودش جمع کرد.
مورخان، معاویه، عمروعاص، زیادبن ابیه، و مغیرة بن شعبه را از رجال باهوش عرب می‌دانستند؛ یکی از تاریخ نویسان دربارهٔ این چهارتن چنین می‌گوید:
«بردبارتر و صبورتر از معاویه و چابک‌تر و سخی‌تر از عمروعاص و یکدل و یک زبان‌تر از زیاد کسی را ندیده‌ام. درون و بیرون این مرد اخیر از هرجهت یکسان بود. اما مغیره اگر شهر هشت دروازه‌ای باشد و از هیچ دروازهٔ آن بدون فریب و فسون کسی بیرون آمدن نتواند، مغیره از تمام آن هشت دروازه بیرون می‌جهد»

## اقدامات او در کوفه
بعد از کشته شدن علی بن ابی‌طالب معاویه به طرف کوفه آمد و در مسکن با عبید الله بن عباس صلح کرد، هنگامی که عبید الله وارد دستگاه معاویه شد مورد احترام و تکریم او قرار گرفت، و هر چه با او قرار گذاشته بود، به آن عمل کرد.
بعد از این معاویه به نخیله آمد و در اینجا با حسن مجتبی هم صلح کرد و بُسر بن ابی ارطاة هم که به عنوان مقدمه لشکر آمده بود، در آنجا حضور داشت و بعد از مصالحه و تمام شدن کارها معاویه برای شهرهای عراق حاکم معین کرد.
مغیرة بن شعبه را به عنوان حاکم کوفه معین کرد، و او به‌مدت دوازده روز خود را از طائف به کوفه رسانید، عتبة بن ابی سفیان را به عنوان حاکم بصره تعیین کرد، ولی عبدالله بن عامر برخاست و گفت: هنگامی که عثمان در گذشت من حاکم بصره بودم و علی مرا از آنجا عزل کرد.
عبدالله گفت: من در بصره اموالی دارم که در دست مردم می‌باشد، و اگر نخواهی من به بصره بروم، همه آن اموال از بین خواهد رفت، در این‌جا معاویه او را به عنوان امیر بصره معین کرد و او همراه بُسر بن ابی ارطاة به طرف بصره رفت و بعد از ورود بالای منبر قرار گرفت و گفت: حمد خدائی را شایسته است که اوضاع و احوال امت را آرام کرد و صلح برقرار شد، و اتحاد کلمه پیش‌آمد، ما خون خود را گرفتیم و از دست دشمن راحت شدیم، اکنون مردم همه در امن می‌باشند ما در دل بغض کسی را نداریم و کسی را به اتهام دیگری مؤاخذه نخواهیم کرد.
بعد از او بُسر بن ابی ارطاة بالای منبر رفت و دو پله پائین‌تر قرار گرفت و با فریاد بلند گفت: مردم باید همه بیرون شوند و بیعت کنند و کسانی که بیعت نکنند، از ذمه ما خارج هستند، خداوند خون عثمان را گرفت و امر را به اهلش برگردانید.
مردم هم از اطراف آمدند و بیعت کردند.

## اقدامات دورهٔ خلافت

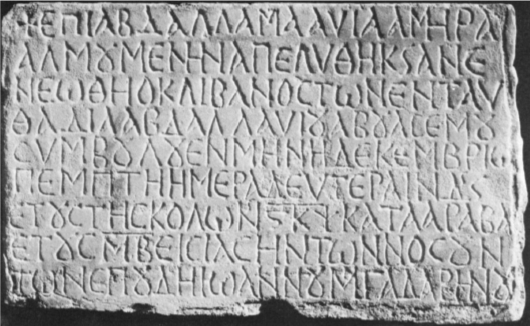
کتیبه‌ای یونانی-آرامی که بازسازی حمام دوران روم در حمات گادر در سال ۶۶۳ را به معاویه نسبت می‌دهد، تنها گواهی از حکومت معاویه در سوریه و مرکز خلافت او.

در عهد خلافت معاویه فتوحات خارجی ادامه یافت. مسلمانان قبرس را فتح کردند و تا نزدیک قسطنطنیه پیش رفتند. معاویه برای اخلاف خود لشکری پدیدآورد. وی در آداب و ترتیبات لشکری از تجارب رومی‌های شام هم استفاده کرد. این لشکر را وی به وسیلهٔ جنگ‌های هر ساله و تهاجماتی که دائم به بلاد مجاور و بیزانس می‌کرد، همیشه تازه‌نفس نگاه می‌داشت. این تهاجمات مستمر باعث می‌شد که دشمن نتواند به قلمرو مسلمین تجاوز کند.
یک بار عده‌ای از طوایف شمال سوریه که به جراجمه شهرت داشتند، به تحریک رومی‌ها به شام هجوم آوردند و از لبنان تا فلسطین به دست جراجمه افتاد. عده‌ای از موالی و اسرای این نواحی که از معاویه ناراضی بودند، به جراجمه پیوستند. معاویه با امپراتور بیزانس قراری بست که وی از حمایت ماجراجویان دست بدارد و در عوض اسرای رومی را بگیرد. معاویه هم چنین تعهد کرد که هر ساله به بیزانس خراج بپردازد. پس از آن معاویه، جراجمه را سر جای خود نشاند. معاویه چون به لشکر شام همیشه احتیاج داشت در تنظیم کار لشکر دقّت بسیاری کرد. وی جیرهٔ لشکریان را دو برابر کرد و در پرداخت مواجب آن‌ها کوتاهی نکرد. این بخشش‌ها باعث شد که لشکریان از معاویه اطاعت می‌کردند و در جنگ‌ها با او همراه می‌شدند.
وی در طول خلافتش با رومی‌های شام در حال ستیز و جنگ بود اما پیشرفتی در آن جا نداشت. نسبت به مسیحیان شام روش ملایم تری پیش گرفت زیرا آن‌ها می‌توانستند در ادارهٔ کارها و سامان بخشیدن به مالیات‌ها وی را یاری دهند. معاویه از رسوم دیوانی بیزانس تقلید کرد و سازمان مراسلات و اطلاعات پیشرفته‌ای به وجود آورد. معاویه در تنظیم کار بیت المال از یک مسیحی به نام سرجون بن منصور استفاده کرد. معاویه با استفاده از اموال مسلمانان بخشش‌های بی حسابی به رؤسای عرب کرد.
معاویه همواره با دو گروه خوارج و شیعیان در دشمنی بود. او شیعیان علی را مورد آزار و اذیت قرار می‌داد و حتی بعضی شیعیان معترض مانند حجر بن عدی را به قتل رسانید. بعضی گفته‌اند ابوذرغفاری هم به اشارت او کشته شد.
بارزترین اقدام معاویه برای تغییر خلافت به سلطنت، موروثی کردن خلافت بود. یکی از نکات مهم معاهدهٔ بین حسن و معاویه، این بود که معاویه حق ندارد کسی را به عنوان جانشین خود بعد از مرگ تعیین کند و تصمیم‌گیری در این زمینه باید به امت واگذار شود. اما پس از مرگ حسن، او به علت اینکه هیچ‌کس جرئت مخالفت با وی را نداشت، پسرش یزید را به عنوان جانشین خود در سال ۶۸۰ میلادی تعیین نمود و به معنای واقعی کلمه، پیمان‌شکنی کرد. هر چند به نوشتهٔ لارا وسیا وگلیری تعیین حسن به عنوان جانشین معاویه در عهدنامهٔ صلح با معاویه احتمالاً توسط نویسندگان متأخر شیعه برای کاستن از انتقاداتی که بر حسن بن علی می‌شد مطرح شده است؛ زیرا اولاً تعیین ولی عهد در جامعهٔ اسلامی آن زمان امری بدون سابقه بود و خود معاویه نیز هنوز در آن زمان در وضعیت پایداری برای تعیین جانشین قرار نداشت.
مسئلهٔ خلافت یزید اعتراضات بسیاری را به دنبال داشت. اصحاب پیغمبر، انصار و مهاجرین آن را نپسندیدند و به مخالفت برخاستند. خوارج و شیعیان عراق هم خلافت موروثی را رد می‌کردند.

## در نظر اهل سنت
معاویه در میان اهل سنت، جایگاه خود را به عنوان صحابی پیغمبر و کاتب وحی و مراسلات حفظ کرده است. عنوان خال المؤمنین به معنی دایی مؤمنان که به سبب ازدواج خواهرش با پیامبر به وی داده شد، بر جایگاه وی افزوده است. ابوموسی اشعری یک بار او را امین‌الله خوانده بود. با این حال مخالفت دو تن از خلفای راشدین با او، عمر بن خطاب و علی بن ابی طالب باعث شده است علمای اهل تسنن در قائل شدن مرتبهٔ عدل و رضوان برای او شک کنند. معاویه در بیعت رضوان حضور نداشته و از «سابقون الأولون» نیست و در غزوه‌ها با پیامبر حضور نداشته است. عباسیان نیز با اینکه سنّی بودند، همواره در خطبه‌ها معاویه را لعن می‌کردند.
امروزه دیدگاه مذاهب چهارگانه اهل سنت دربارهٔ معاویه یکسان نیست برای مثال حنفی‌ها او را عادل می‌دانند و در مقابل انتقاد به معاویه برای سبّ نمودن علی بن ابی‌طالب ویا عهدشکنی اش در عهدنامه صلح با حسن بن علی و انتخاب یزید به جانشینی خود، می‌گویند او مجتهد بوده و به اجتهادش عمل کرده است و هر چند در این اجتهادها اشتباه کرده باشد، نزد خدا مأجور است.
جدا از این حدیث، اهل سنت علی را صحابه ارجمند پیامبر و از خلفای راشدین می‌دانند و سبّ او گناهی بزرگ محسوب می‌شود

## در نظرصحابه
عمر در خطبه‌ای که در عبقریات آمده او را نکوهش می‌کند: «شما می‌خواهید به جنگ قیصر و کسری بروید و این معاویه در میان شماست. این یکی صد بار بدتر است». عمر او را قاهر هاویه و کسرای عرب نامید و چندین بار او را شماتت کرد و حتی یک بار به مدینه فراخواند. با این حال معاویه همواره از منزلت خود نزد عمر سخن می‌گفت و حتی در خطبه‌ای گفت: «اگر منزلت من نزد عمر نبود مردم بر من می‌ریختند و سنگ می‌زدند».
علی در زمان عثمان، از قدرت یافتن معاویه بسیار ناراضی بود و عثمان را چندبار به عزل معاویه تشویق کرد. با این حال عثمان موافقت نکرد و حتی او را جوان قریش و فرزند شریفش نامید. علی، معاویه را دشمن عثمان نامید و درنگ او را جایز ندانست. علی در زمان حکومت خود حتی لحظه‌ای فرمانروایی معاویه را بر شام نپذیرفت و مدام با او در نبرد بود و بعد از وی دو پسرش حسن و حسین نیز با معاویه مخالف بودند.
علی معاویه را اینگونه توصیف می‌کند: خداوند برای او پیشتازی در دین و پیشینه ای درست در اسلام، قرار نداد. او آزاد شدهٔ فرزند آزاد شده است. او دسته ای از همین دسته هاست که با اسلام مخالفت می‌ورزیدند. او و پدرش همیشه دشمن خداوند و پیامبر و مسلمانان بودند تا این که با کراهت به اسلام روی آوردند.
آگاه باشید! بعد از من، مردی گشاده گلو، و شکم بزرگ، بر شما مسلّط خواهد شد که هر چه بیابد می‌خورد، و آنچه را نمی‌یابد جستجو می‌کند، او را بکشید! ولی هرگز نخواهید کشت، آگاه باشید! او به شما فرمان می‌دهد که مرا دشنام دهید، و از من بیزاری جویید. امّا بدگویی و ناسزا را (به هنگام اجبار دشمن) به شما اجازه می‌دهم، چرا که این موجب فزونی مقامات معنوی من، و باعث نجات شما است؛ ولی در مورد پیشنهاد بیزاری جستن، هرگز از من بیزاری مجویید؛ زیرا من بر فطرت پاک توحید تولّد یافته‌ام و در ایمان و اسلام و هجرت بر دیگران پیشی گرفته‌ام!
همچنین در طی نامه ای به معاویه می‌نویسد:سبحان الله! تو چقدر بر هوا و هوس‌های بدعت آمیز و سرگردانی‌هایی که پیوسته از آن پیروی می‌کنی اصرار داری! این کار توأم با نادیده گرفتن حقایق و دور افکندن پیمان‌هایی است که خدا آن را طلب کرده و حجت بر بندگان اوست.

## از نظر شیعیان
شیعیان معاویه را به دلیل ایجاد خلافت موروثی، قتل حجر بن عدی، مالک اشتر، محمد بن ابی بکر و سایر شیعیان، و همین‌طور دشمنی وی با علی نکوهش می‌کنند. معاویه، نخستین کسی بود که سادگی حکومت اولیه را تغییر داد و تجمل و استبداد را وارد آن کرد. اما عمده‌ترین دلیل نکوهش معاویه از نظر ایشان، غصب خلافت و وارد شدن به جنگ با علی و پسرش حسن است. همچنین شیعیان معاویه را منافق می‌دانند. شیعیان، لعن معاویه را جایز می‌دانند.

## دیوان قصاید معاویه
یک دیوان قصاید منسوب به معاویه بر جای مانده است. این دیوان از چند بخش «اتانی امر» «ابلغ لدیک» تطاول لیلی الا یا سعد، حریث، تقول قریش تشکیل شده است.

## در فرهنگ مردمی عرب
معاویه در فرهنگ مردمی عرب به حلم و ذکاوت و سیاست مشهور است. سیاست او بیشتر مبتنی بر زرنگی و خودداری است. حلم معاویه نیز مشهور است. همچنین معاویه، شخصی سخنور بود. به راحتی می‌توانست قلوب را جلب کند؛ به‌طوری‌که غلاة معاویه پیدا شدند که معتقد به خدایی وی بودند. چنین تصویری از معاویه در متون عربی به ویژه الف لیلة و لیلة یا هزار و یک شب مشهور است.
امروزه معاویه در میان عرب در سیاست و علم و ذکاوت ضرب‌المثل است. شاید مشهورترین ضرب‌المثل دربارهٔ معاویه، اصطلاح «موی معاویه» (شعرة معاویه) است؛ که کنایه از سیاست و دیپلماسی در اصطلاحات جدیداست. معاویه در یکی از جملاتش به این مطلب اشاره می‌کند: «لو أن بینی و بین الناس شعرة ما انقطعت، کانوا مدّوها أرخیتها و إذا أرخوها مددتُها» ترجمهٔ سلیس آن این است که: اگر رابطهٔ من با مردم جز تارمویی باقی نماند، نمی‌گذارم آن تار مو قطع شود اگر آن‌ها تار مو را بکشند من رهایش می‌کنم (تا پاره نشود) و اگر رها کنند من می‌کشم.
طبق سنت اسلامی، فلسفهٔ سیاسی معاویه چنین بود: «اگر امکان استفاده از پول باشد، صدایم را هرگز بلند نخواهم کرد؛ اگر درشت‌گویی مؤثر باشد، از شلاق استفاده نخواهم کرد؛ اگر بتوان از شلاق استفاده کرد، شمشیر نخواهم کشید. اما اگر مجبور به کشیدن شمشیر شوم، تردید نخواهم کرد.»

## در شعر
حکیم سنایی، شاعر پارسی‌گو در حدیقة الحقیقه و شریعة الطریقه (مشهور به الهی‌نامه) معاویه را دشمن پیامبر می‌داند «خالِ ما بود خصم او حالی» و در مذمت او که میان اهل سنت به خال المؤمنین (دایی مؤمنان) شهرت دارد، چنین می‌سراید:
| آنکه مرد دها و تلبیس است  |  | آن نه خال و نه عم که ابلیس است |
| وانکه خوانی کنون معاویه‌اش |  | دان که در هاویه‌ست زاویه‌اش      |

هاویه به معنی آتش جهنم است. نیز در مورد شهرت معاویه به حلم می‌سراید:
| پس تو گویی که حزم و حلم و وقار |  | بود با حالتِ معاویه یار  |
| بغی کردن برو حلیمی نیست        |  | علی آزردن از حکیمی نیست |

حکیم سنایی در ابیاتی دیگر، معاویه را آزمند، روباه‌صفت، ترسو، حیله‌گر و مُخِنّ (خیانت‌پیشه) معرفی می‌کند.

## مرگ
معاویه در رجب سال ۶۰ هجری قمری (آوریل یا مه ۶۸۰ میلادی) بر اثر بیماری در دمشق در حدود ۸۰ سالگی درگذشت. گزارش‌های قرون وسطایی در مورد تاریخ مشخص مرگ او متفاوت است، به طوری که هشام بن الکلبی (متوفی ۸۱۹) آن را در ۷ آوریل، الواقدی در ۲۱ آوریل و المدائنی در ۲۹ آوریل ذکر کرده است. یزید بن معاویه در زمان مرگ پدرش از دمشق دور بود، جانشینیش را ابومخنف (متوفی ۷۷۴) در ۷ آوریل ذکر کرده است، در حالی که تاریخ‌نگار نسطوری، الیاس نیسیبیس (متوفی ۱۰۴۶) جانشینی را در ۲۱ آوریل ثبت کرده است. معاویه در آخرین وصیت نامه خود به خانواده خود می‌گوید: «از خدای بزرگ بترسید و برای کسی که از خدا نترسد، حافظی نیست». او را در کنار دروازه باب الصغیر شهر به خاک سپردند و نماز میت را ضحاک بن قیس اقامه کرد که معاویه را «چماق عرب و تیغ عرب» خواند و برای او عزاداری کرد. او در عزاداری معاویه گفت: «خداوند عز و جل نزاع را قطع کرد که او را بر مردم مسلط کرد و به وسیله او کشورها را تسخیر کرد و اکنون مرده است». قبر معاویه در اواخر قرن دهم میلادی محل بازدید بود. مسعودی معتقد است که مقبره ای بر روی قبر ساخته شده و در روزهای دوشنبه و پنجشنبه پذیرای بازدیدکنندگان است. ابن تغریبردی ادعا می‌کند که احمد بن طولون، حاکم خودمختار قرن نهم مصر و سوریه، در سال ۸۸۳ یا ۸۸۴ بنایی بر روی قبر بنا کرد و از مردم برای تلاوت منظم قرآن و روشن کردن شمع در اطراف قبر استفاده کرد.

## در رسانه
| بازیگر         | نام اثر        | نوع اثر   | سال تولید | کشور سازنده   |
| -------------- | -------------- | --------- | --------- | ------------- |
| بهزاد فراهانی  | امام علی       | سریال     | ۱۳۷۰      | ایران         |
| اکبر زنجانپور  | تنهاترین سردار | سریال     | ۱۳۷۵      | ایران         |
| محمدعلی کشاورز | حجر بن عدی     | سریال     | ۱۳۸۱      | ایران         |
| جمال سلیمان    | رستاخیز        | سینمایی   | ۱۳۹۱      | ایران         |
| رشید عصاف      | الاسباط        | سریال     | 2010      | کویت          |
| لجین اسماعیل   | معاویه         | سریال     | 2022      | عربستان سعودی |
| محمد مطیع      | شیر خدا        | تله تئاتر |           | ایران         |
| بهرام ابراهیمی | مهمان کشی      | سریال     | ۱۴۰۴      | ایران         |